# 尤皮克人
尤皮克人（中阿拉斯加尤皮克语：Yup'ik、英语：Yupik）是居住於美國阿拉斯加白令海沿岸和俄罗斯最東端楚科奇自治區的原住民，他们是爱斯基摩人在亚洲和阿拉斯加的分支。
尤皮克族群包括：
- 阿盧蒂克（英语：Alutiiq）：居住於阿拉斯加半島、基奈半島及科迪亞克群島
- 尤皮克：居住於阿拉斯加州西海岸，從諾頓灣南邊、育空-柯斯科克溫三角洲、布里斯托爾灣北岸、到阿拉斯加半島北部
- 西伯利亚尤皮克人，包含楚科奇半島的瑙坎（英语：Naukan）

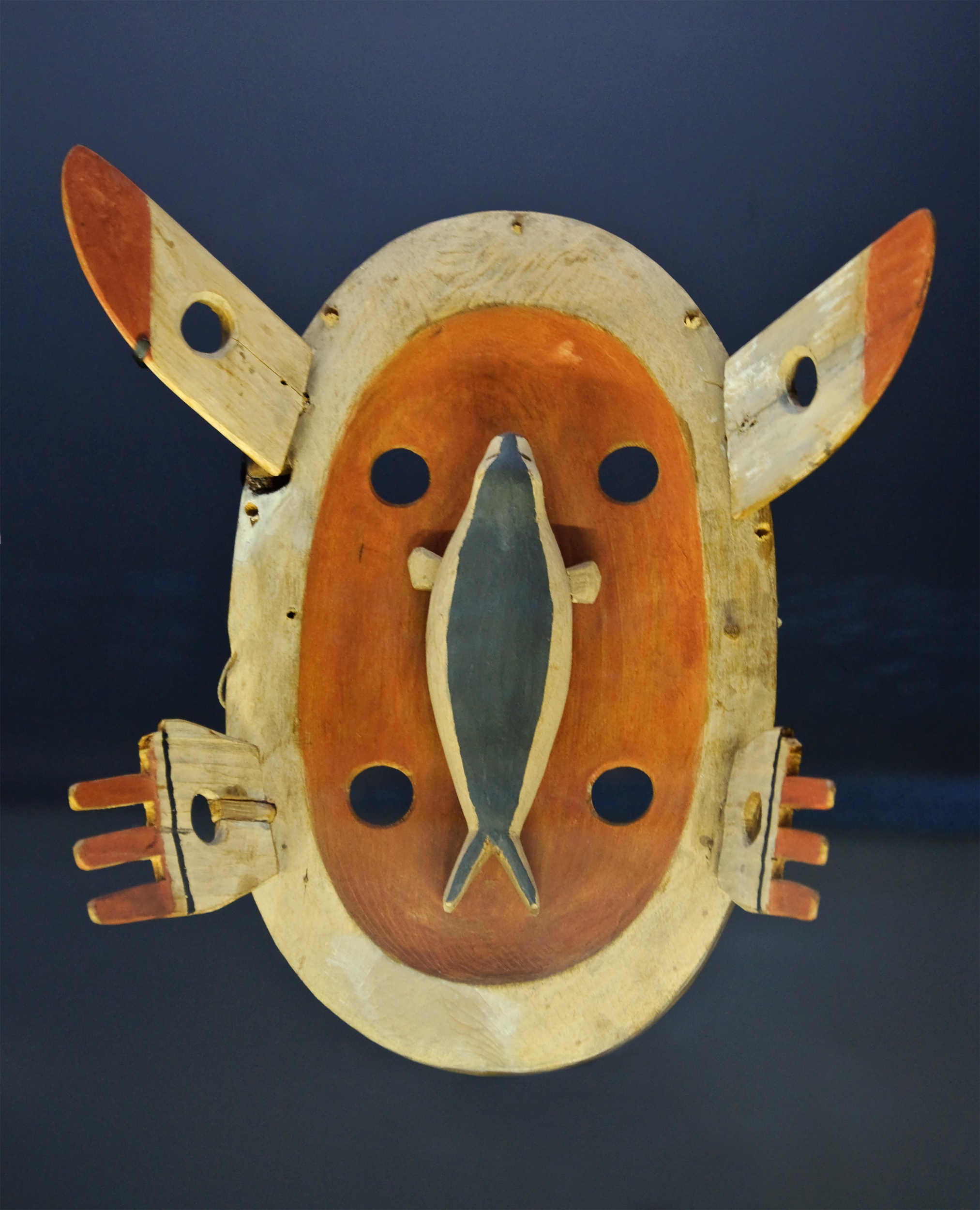
尤皮克面具，锡特卡 ，阿拉斯加， 阿拉斯加州立博物馆收藏